# Régis Simon
Régis Simon es ciclista francés ya retirado, nacido el 19 de marzo de 1958 en Troyes. 

## Biografía
Es el hermano de Pascal, François Simon y de Jérôme Simon, los tres son antiguos ciclistas profesionales.

## Palmarés
1984
- 1 etapa del Tour de Vaucluse

1985
- 1 etapa del Tour de Francia

1988
- 1 etapa de la Estrella de Bessèges

1993
- Vuelta a Marruecos, más 3 etapas

## Resultados en las grandes vueltas

### Tour de Francia
- 1984 : 111.º
- 1985 : 100.º y ganador de una etapa
- 1986 : 93.º
- 1988 : 123.º